# ディガンバラ派
ディガンバラ派（サンスクリット: दिगंबर）はジャイナ教の宗派。ジャイナ教の二大教派の一方である、ディガンバラの意訳から空衣派とも呼ばれ、さらに裸行派と呼ばれることもある。「空衣」はインドの宗教の中で様々な意味付けがなされる言葉である。そういった宗派においては多くの場合、例えばヤブユムのサマンタバドラ・サマンタバドリーのように神々が空衣で描かれる。ある教派でもディガンバラがインド中の多くのサドゥーによって生涯を通じての習慣として実践されている。

## ディガンバラ派の特徴
ディガンバラ派はジャイナ教の二大宗派の一つである。もう一つはシュヴェーターンバラ派である。

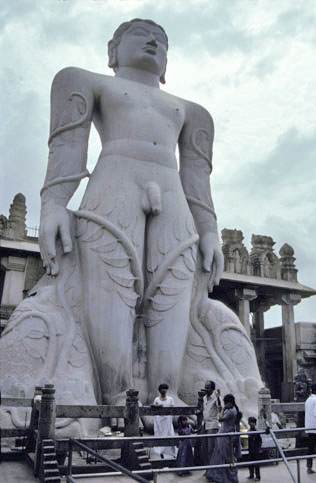
シュラヴァナ・ベルゴラにあるゴンマテシュヴァラ・バーフバリ像。978年-993年

アーチャーリヤ・バドラバーフがリーダーシップをとるまで、はっきりした区別は存在しなかった。彼以降は何らかの区別が徐々に生まれてきた。一般にディガンバラ派の出家者が服を着ないのに対して、シュヴェーターンバラ派、つまり「白衣派」の出家者は大抵白い布を纏っている。
古参のディガンバラ派の出家者も服を着ないが、マハーヴィーラの慣習に従って、彼らは自分が裸だとは考えない。むしろ彼らは環境を、すなわち典型的にはアーカーシャつまり空間を身にまとっている。ディガンバラ派ではこの慣習は身体の快楽や私的所有権と言った欲求に屈することを拒絶することを表していると信じられている。ディガンバラ派でも出家信者だけが衣服を捨てることを要求されており、在家信者にはそういった義務はない。ディガンバラ派の出家信者にはクジャクの羽でできた箒と水を入れるためのヒョウタンという二つのものの所有だけが許されている。一方、シュヴェーターンバラ派の出家者は大抵白い衣を身にまとっており、裸でいることはもはや実際的でないと主張している。いくつかの違いがみられる慣習もあるが、マハーヴラタ、アヌヴラタその他の基本的な原理は二つの教派の間で変わらない。

## インドにおけるディガンバラ派のコミュニティ
北インドのサラヴァギやアグラワルと同様に、ラージャスターン州、マディヤ・プラデーシュ州、ブンデルカンド、ウッタル・プラデーシュ州、マハーラーシュトラ州南部、カルナータカ州、タミル・ナードゥ州の伝統的なジャイナ教のコミュニティは皆ディガンバラ派である。グジャラート州ではジャイナ教徒の多数派はシュヴェーターンバラ派に属するが、フマドやナルシンガプーラのようにディガンバラ派に属するコミュニティもある。
前述のカンデルワルつまりサラヴァギのサブコミュニティに属するジャーティとしてチャトゥタト、パンチャム、ボガル、カサル、パトニ、セティ、トンギア、ララ/ラオラ、カスリワル、ゴダ、バドジャティヤ、パトワがある。これらは主にラージャスターン州に存する。彼らは先祖の代から商業に携わり大きな富を築いてきた。彼らによってジャイナ教の寺院や私有の大邸宅がジャイサルメール、ウダイプル、ジョードプルなどに築かれた。
ディガンバラ派のコミュニティにはほかにパドマーヴァティー・ポルワル、サイトワル、ラド、バゲルワル、アッガルワル、ヴィサ・メワダなどがある。
パルワルは主にブンデールカンドに存するコミュニティである。このコミュニティは最も多くのジャイナ教徒に知られており、最も多くのティールタンカラ研究者がパルワルに属している。

## ディガンバラ派の苦行
ディガンバラ派の主要なアーチャーリャ:
- アーチャーリヤ・クンダクンダ、『サマヤサル』その他の作品の著者
- アーチャーリヤ・ヴィラセナ、『ダヴァラ』の著者
- アーチャーリヤ・アリヤナンディ、修行僧

ディガンバラ派は10世紀ごろに二つのコミュニティに分かれた。
- ムラ・サンガ、セナ・ガナ、デシヤ・ガナ、バラトカラ・ガナを含む
- カスタ・サンガ、マトゥラ・ガナ、ラト・ヴァガド・ガナを含む

20世紀最初のアーチャーリャであるアーチャーリヤ・シャンティサガルはセーナ・ガナに属した。今日、ディガンバラ派のほとんどすべての修行者が直接にしろ間接にしろこの派閥に属している。シュラヴァナベラゴラやムドビドリのバッタラカはデシヤ・ガナに属し、フンバジのバッタラカはバラトカラ・ガナに属している。今日のディガンバラ派の主なアーチャーリヤとしては、アーチャーリヤ・ヴィディヤーサーガル、アーチャーリヤ・ヴァルドマーン・サーガル、アーチャーリヤ・ヴィシヤナーンド、アーチャーリャ・プシュパダント、アーチャーリヤ・デーヴァナーンド・ジー、アーチャーリヤ・アビナンダン・サーガル・ジーがいる。アーチャーリヤ・アビナンダン・サーガル・ジーとアーチャーリヤ・ヴァルドマーン・サーガル・ジはアーチャーリヤ・シャンティサーガル・ジの現在のパッタチャリヤである。

## ディガンバラ派の下部教派
テレパント改革に従うものはテレパントと呼ばれる。より伝統的な慣習に従うものはビサパンティと呼ばれる。実際には、下部教派の区別は重要ではなく、はっきり区別される別々の組織など存在しない。
ディガンバラ派の中で、タタン・パンティはタラン・スワーミに従い、カンジ・パンティはカンジ・スワーミに従う。